# Municipio de Tepetitlán
El municipio de Tepetitlán es uno de los ochenta y cuatro municipios que conforman el estado de Hidalgo en México. La cabecera municipal es la localidad de Tepetitlán y la localidad más poblada es Sayula Pueblo.
El municipio se localiza al centro sur del territorio hidalguense entre los paralelos 20°6′ y 20°17′ de latitud norte; los meridianos 99°20′ y 99°29′ de longitud oeste; con una altitud entre 1900 y 2900 m s. n. m. Este municipio cuenta con una superficie de 147.81 km², y representa el 0.71 % de la superficie del estado; dentro de la región geográfica denominada como Valle del Mezquital.
Colinda al norte con el municipio de Chapantongo; al este con los municipios de Tezontepec de Aldama y Tula de Allende; al sur con el municipio de Tula de Allende; al oeste con el municipio de Tula de Allende y Chapantongo.

## Toponimia
La palabra Tepetitlán proviene del náhuatl «Entre cerros», está compuesta por Tepetl ‘cerro’ y titlan ‘entre’.

## Geografía

### Relieve e hidrografía
En cuanto a fisiografía se encuentra dentro de las provincia del Eje Neovolcánico; dentro de la subprovincia de Llanuras y Sierras de Querétaro e Hidalgo. Su territorio es lomerío (34.0%), escudo volcanes (24.0%), sierra (24.0%) y llanura (18.0%).
En cuanto a su geología corresponde al periodo neógeno (86.35%) y cuaternario (6.92%). Con rocas tipo ígnea extrusiva: volcanoclástico (34.27%), toba ácida (18.0%), riolita (1.0%), brecha volcánica básica (4.0%), basalto (1.0%) y andesita-brecha volcánica intermedia (29.0%); suelo: aluvial (6.0%). En cuanto a cuanto a edafología el suelo dominante es phaeozem (83.27%) y leptosol (10.0%).
En lo que respecta a la hidrología se encuentra posicionado en la región hidrológica del Pánuco (3.0%); en las cuencas del río Moctezuma; dentro de las subcuenca del río Tula (87.0%) y río Alfajayucan (13.0%). En este municipio encontramos ocho corrientes de agua, una presa, un río y seis arroyos.

### Clima
El municipio en toda su extensión presenta una diversidad de climas; Templado subhúmedo con lluvias en verano, de menor humedad (62.0%) y semiseco templado (38.0%). Presenta en promedio una precipitación pluvial de 565 mm y una temperatura media anual de 18 °C.

### Ecología
La flora en el municipio se compone por magueyes, cardos, nopales, huinches, pirulos y arbustos. La fauna perteneciente a esta región está compuesta por tlacuaches, camaleones, ratón de campo, conejos, liebres, zorrillos, tuzas, ardillas, coyotes, zopilotes, gavilanes, gorriones, serpientes e insectos comunes de tamaño pequeño, así como arácnidos y víboras ponzoñosas.

## Demografía

### Población
De acuerdo a los resultados que presentó el Censo Población y Vivienda 2020 del INEGI, el municipio cuenta con un total de 10 830 habitantes, siendo 5255 hombres y 5575 mujeres. Tiene una densidad de 73.2 hab/km², la mitad de la población tiene 32 años o menos, existen 94 hombres por cada 100 mujeres.
El porcentaje de población que habla lengua indígena es de 2.17 %, en el municipio se hablan principalmente otomí del Valle del Mezquital. El porcentaje de población que se considera afromexicana o afrodescendiente es de 0.34 %.
Tiene una Tasa de alfabetización de 99.3 % en la población de 15 a 24 años, de 95.2 % en la población de 25 años y más. El porcentaje de población según nivel de escolaridad, es de 2.8 % sin escolaridad, el 63.9 % con educación básica, el 21.4 % con educación media superior, el 11.9 % con educación superior, y 0.1 % no especificado.
El porcentaje de población afiliada a servicios de salud es de 74.7 %. El 24.9 % se encuentra afiliada al IMSS, el 65.8 % al INSABI, el 4.5 % al ISSSTE, 0.2 % IMSS Bienestar, 3.1 % a las dependencias de salud de PEMEX, Defensa o Marina, 0.4 % a una institución privada, y el 1.8 % a otra institución. El porcentaje de población con alguna discapacidad es de 7.4 %. El porcentaje de población según situación conyugal, el 33.7 % se encuentra casada, el 31.9 % soltera, el 22.3 % en unión libre, el 5.5 % separada, el 1.0 % divorciada, el 5.6 % viuda.
Para 2020, el total de viviendas particulares habitadas es de 3257 viviendas, representa el 0.4 % del total estatal. Con un promedio de ocupantes por vivienda 3.3 personas. Predominan las viviendas con tabique y block. En el municipio para el año 2020, el servicio de energía eléctrica abarca una cobertura del 97.9 %; el servicio de agua entubada un 47.1 %; el servicio de drenaje cubre un 92.1 %; y el servicio sanitario un 93.1 %.

### Localidades
Para el año 2020, de acuerdo al Catálogo de Localidades, el municipio cuenta con 21 localidades.
| Código INEGI | Localidad                                 | Población (2020) | Porcentaje (%) | Ámbito Población | Categoría Población |
| ------------ | ----------------------------------------- | ---------------- | -------------- | ---------------- | ------------------- |
| 130640011    | Sayula Pueblo                             | 1616             | 14.92          | Rural            | Comunidad           |
| 130640003    | General Pedro María Anaya                 | 1499             | 13.84          | Rural            | Comunidad           |
| 130640006    | La Loma                                   | 1134             | 10.47          | Rural            | Comunidad           |
| 130640004    | Pino Suárez                               | 1060             | 9.79           | Rural            | Comunidad           |
| 130640001    | Tepetitlán                                | 1056             | 9.75           | Urbana           | Cabecera municipal  |
| 130640008    | San Pedro Nextlalpan                      | 979              | 9.04           | Rural            | Comunidad           |
| 130640020    | La Cuarta Manzana                         | 715              | 6.60           | Rural            | Comunidad           |
| 130640019    | Colonia Ampliación (Segunda Manzana)      | 676              | 6.24           | Rural            | Comunidad           |
| 130640009    | Santa María Daxtho                        | 461              | 4.26           | Rural            | Ranchería           |
| 130640015    | San Mateo la Curva                        | 410              | 3.79           | Rural            | Ranchería           |
| 130640016    | La Ermita                                 | 295              | 2.72           | Rural            | Ranchería           |
| 130640014    | El Retiro                                 | 252              | 2.33           | Rural            | Ranchería           |
| 130640013    | Xithi Primera Sección                     | 251              | 2.32           | Rural            | Ranchería           |
| 130640010    | Estación Sayula                           | 99               | 0.91           | Rural            | Ranchería           |
| 130640012    | Xithi Segunda Sección (Xithi de Abasolo)  | 96               | 0.89           | Rural            | Ranchería           |
| 130640002    | Encinillas                                | 75               | 0.69           | Rural            | Ranchería           |
| 130640007    | Palo Alto                                 | 65               | 0.60           | Rural            | Ranchería           |
| 130640005    | La Joya                                   | 46               | 0.42           | Rural            | Ranchería           |
| 130640025    | Ejido Pedro María Anaya (Ejido San Mateo) | 22               | 0.20           | Rural            | Ranchería           |
| 130640017    | La Puerta (Las Bugambilias)               | 20               | 0.18           | Rural            | Ranchería           |
| 130640026    | La Granja                                 | 3                | 0.03           | Rural            | Ranchería           |

## Política
Se erigió como municipio el 29 de septiembre de 1871. El Honorable Ayuntamiento está compuesto por: un presidente municipal, un síndico, ocho regidores, ocho comisiones y, catorce delegados municipales. De acuerdo al Instituto Nacional electoral (INE) el municipio está integrado por treinta y tresocho secciones electorales, de la 1295 a la 1302. Para la elección de diputados federales a la Cámara de Diputados de México y diputados locales al Congreso de Hidalgo, se encuentra integrado al V Distrito Electoral Federal de Hidalgo y al VI Distrito Electoral Local de Hidalgo. A nivel estatal administrativo pertenece a la Macrorregión III y a la Microrregión XIII, además de a la Región Operativa II Tula.

### Cronología de presidentes municipales
| Periodo                  | Nombre                           | Afiliación política        |
| ------------------------ | -------------------------------- | -------------------------- |
| 1964-1967                | Pablo Camacho J.                 | -                          |
| 1967-1970                | Salvador Guerrero Alfaro         | -                          |
| 1970-1973                | Inocencio Sánchez B.             | -                          |
| 1973-1976                | Alfonso Guerrero Barrera         | -                          |
| 1976-1979                | Tereso Falcón Gómez              | -                          |
| 1979-1982                | Aarón Martínez Hernández         | -                          |
| 1982-1985                | Rufino Guerrero Falcón           | -                          |
| 1985-1988                | Adolfo Guerrero Alfaro           | -                          |
| 1988-1991                | Aurelio Guerrero Santillán       | -                          |
| 1991-1994                | Manuel Pacheco Gómez             | -                          |
| 16/01/1994 al 15/01/1997 | Carlos Ángeles García            | PFCRN                      |
| 16/01/1997 al 15/01/2000 | Néstor Sánchez Barrera           | PRI                        |
| 16/01/2000 al 15/01/2003 | Humberto Jiménez García          | PRI                        |
| 16/01/2003 al 15/01/2006 | Julio Sánchez Ballesteros        | PRI                        |
| 16/01/2006 al 15/01/2009 | Sereno Jiménez Bravo             | PAN                        |
| 16/01/2009 al 15/01/2012 | Víctor Manuel Constantino Chávez | Mas x Hidalgo              |
| 16/01/2012 al 04/09/2016 | Melchor Jiménez Cruz             | PRI                        |
| 05/09/2016 al 04/09/2020 | Rodrigo Castillo Martínez        | PAN                        |
| 05/09/2020 al 14/12/2020 | Anastacio Ortega Mendoza         | Concejo Municipal Interino |
| 15/12/2020 al 04/09/2024 | Elías Castillo Martínez          | PAN                        |
| 05/09/2024 al 04/09/2027 | Ana Elsa Castillo Cea            | PT                         |

## Economía
En 2015 el municipio presenta un IDH de 0.723 Alto, por lo que ocupa el lugar 37.º a nivel estatal; y en 2005 presentó un PIB de $348,817,554.00 pesos mexicanos, y un PIB per cápita de $39,224.00 (precios corrientes de 2005).
De acuerdo con el Consejo Nacional de Evaluación de la Política de Desarrollo Social (Coneval), el municipio registra un Índice de Marginación Bajo. El 43.1% de la población se encuentra en pobreza moderada y 11.9% se encuentra en pobreza extrema. En 2015, el municipio ocupó el lugar 36 de 84 municipios en la escala estatal de rezago social.
A datos de 2015, en materia de agricultura se cultiva en hectáreas sembradas; de labor (4454 ha) y solo con pasto (2784 ha); aquí destinan gran parte de la tierra cultivable para la producción de maíz y frijol. De maíz se tienen registradas un total de 2228 ha sembradas; de fríjol 959 ha, de avena forrajera 356 ha, de alfalfa verde 850 ha, de calabacita 12 ha y el resto de hortalizas. En ganadería se sacrificaron en ganado ovino (4730 cabezas); bovino (1554 cabezas); porcino (890 cabezas); caprino (162 cabezas); aves (32 405 cabezas), comprendiendo aves para carne y huevo y guajolotes.
Para 2015 se cuenta con 105 unidades económicas, que generaban empleos para 170 personas. En lo que respecta al comercio, se cuenta con un tianguis, siete tiendas Diconsa y tres lecheras Liconsa. De acuerdo con cifras al año 2015 presentadas en los censos económicos del INEGI, la Población Económicamente Activa (PEA) del municipio asciende a 3935 personas de las cuales 3787 se encuentran ocupadas y 148 se encuentran desocupadas. El 17.77%, pertenece al sector primario, el 31.45% pertenece al sector secundario, el 47.56% pertenece al sector terciario y 3.22% no especificaron.